# Ozzie Virgil
Osvaldo José Virgil Pichardo (Monte Cristi, 17 de mayo de 1932-Monte Cristi, 29 de septiembre de 2024), conocido como Ozzie Virgil y apodado El Orégano, fue un jugador polivalente de baseball dominicano que jugó en las Grandes Ligas entre 1956 y 1969 para New York Giants (1956-57), Detroit Tigers (1958, 1960-61), Kansas City Athletics (1961), Baltimore Orioles (1962), Pittsburgh Pirates (1965) y San Francisco Giants (1966, 1969). Aunque se desempeñaba mejor como tercera base, Virgil jugó todas las posiciones excepto las de lanzador y jardinero central. Fue el primer jugador dominicano en jugar en las Grandes Ligas y el primer jugador de raza negra en jugar con Detroit Tigers, cuando fue enviado de los New York Giants.

## Carrera deportiva
Durante toda su carrera en las mayores, Ozzie tuvo un promedio de bateo de .231 con 14 home runs y 73 carreras impulsadas en 324 partidos jugados. También jugó en las ligas menores para el equipo Rochester Red Wings de la International League.
Después de que su carrera como beisbolista terminó, Ozzie pasó 19 temporadas como preparador de San Francisco Giants (1969-72, 1974-75), Montreal Expos (1976-81), San Diego Padres (1982-85), y Seattle Mariners (1986-88). De 1977 a 1988, se desempeñó como preparador de tercera base junto al Salón de la Fama y exmánager Dick Williams.
En la Liga Venezolana dirigió los equipos Leones del Caracas, Tigres de Aragua, Tiburones de La Guaira y Cardenales de Lara. Además ganó 4 campeonatos, 1972-73 con  Leones del Caracas, 1974-75 y 1975-76 con Tigres de Aragua y 1982-83 con  Tiburones de La Guaira

### Liga Dominicana
Virgil debutó en la Liga Dominicana en la temporada 1955-56 con los Leones del Escogido, luego en las Águilas Cibaeñas (1967-68 y 1970-71) y terminando con récord de 32 remolcadas, 112 anotadas, 221 hits, 35 dobles, 14 triples, 12 jonrones, 118 remolcadas y promedio de .256. en 862 turnos al bate.
Además se desempeñó como mánager de los equipos Águilas del Cibao, Leones del Escogido y Azucareros del Este.

## Trivia
- Fue el primer dominicano en jugar en la Liga Nacional.[2]
- Apodado "El orégano".
- El 6 de junio de 1958 se convirtió en el primer beisbolista de color en militar con Detroit Tigers. El 19 de junio se convirtió en el primer dominicano en conectar cuatro sencillos y un doble en nueve entradas contra los Senadores de Washington.[2]
- Sirvió en los U.S. Marines desde 1950 hasta 1952.
- Su hijo, Ozzie Virgil Jr., también jugó en las Grandes Ligas.
- Con los Detroit Tigers en el Briggs Stadium su debut fue triunfal. En su primer partido en el estadio de béisbol de Detroit, el 17 de junio, se fue de cinco-cinco.
- En la República Dominicana, el aeropuerto de Montecristi fue nombrado Aeropuerto Osvaldo Virgil en su honor. Este aeropuerto fue inaugurado en 2006 para el turismo con vuelos procedentes de otros aeropuertos dominicanos.[5]